# باخو
باخو، هو مجتمع مسلم يقطن في ولاية بهار في الهند.

## الأصل
باخو هي مجموعة البدو الرحل، الذين يمارسون تقليديًا الغناء الشعبي. يزورون رعاياهم من الطوائف الأخرى في المناسبات الخاصة، مثل ولادة طفل. يتحدث الباخويون اللغة الأردية. ولا يعرف سوى القليل عن أصلهم،ولكن من المرجح أن يكونوا جزء من شعوب دومي، الذين في وقت ما في الماضي البعيد تحولوا إلى إسلام،ويتواجدون بشكل رئيسي في مناطق بجساراي، باتنا، تشامباران ونالاندا. وهو مجتمع منعزل ومختلف ثقافيًا عن باقي المجتمعات الإسلامية في بهار. وكثيرًا ماكانوا يمنعون من استخدام المساجد والمقابر التي يرتادها مسلمي بهار.